# Église Saint-Jean de Balerme
Pour les articles homonymes, voir Église Saint-Pierre.
L'église Saint-Jean de Balerme est une église catholique située à Montpezat, en France. L'église est placée sous le patronage de saint Jean-Baptiste.

## Localisation
L'église Saint-Jean est située sur un vallon, au lieu-dit Balerme, sur le territoire de la commune de Montpezat, dans le département français de Lot-et-Garonne.

## Historique

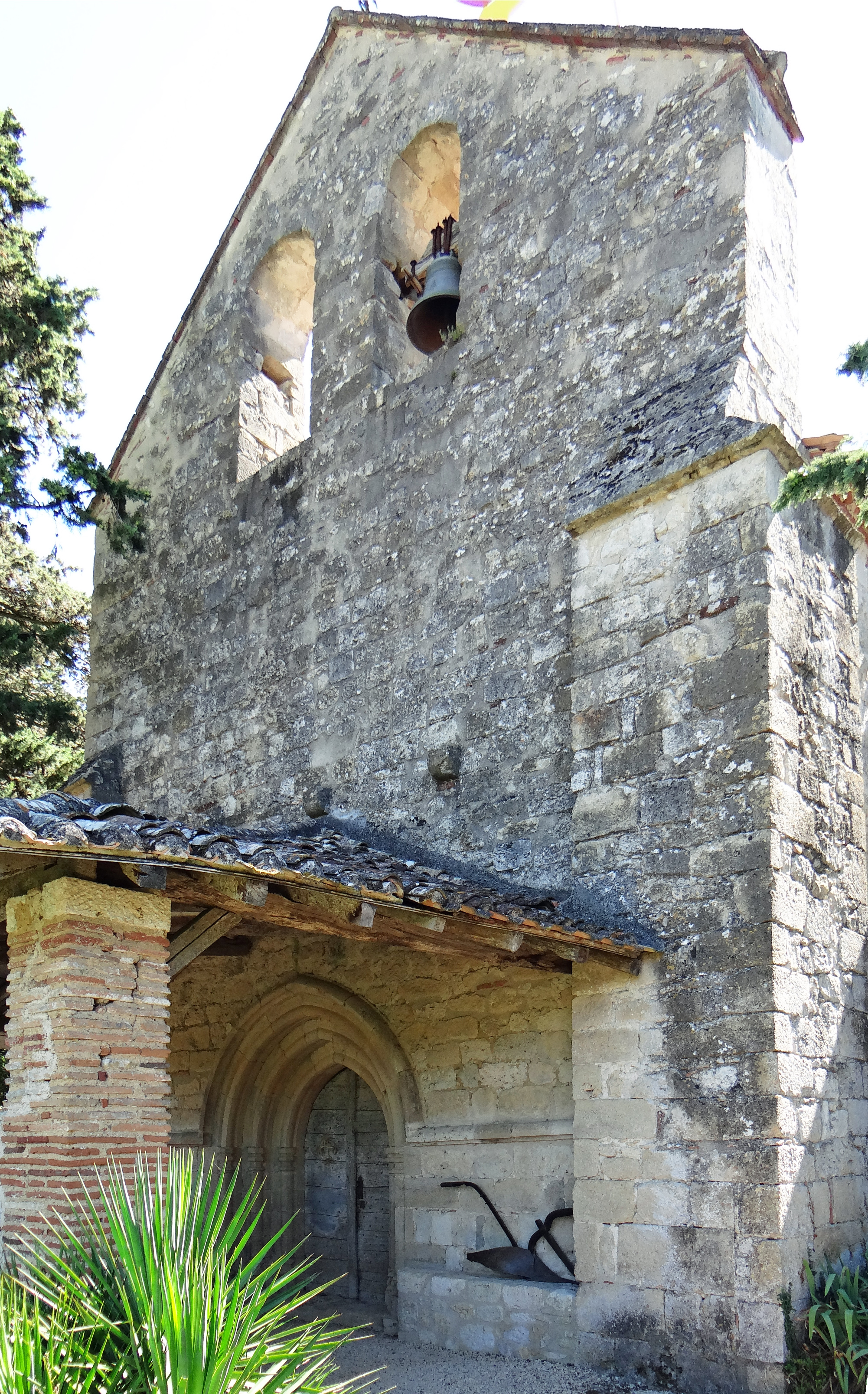
Porche protégeant le portail

La construction de l'église est datée du milieu du XIIe siècle par comparaison du décor sculpté avec celui de l'Église Notre-Dame de Moirax.
Il est possible que cette église ait été fondée par Flandrine de Clairac, veuve d'Arnaud Ier de Montpezat, qui a établi l'abbaye de Pérignac. Dans des pièces du généalogiste d'Hozier, il est écrit que cette dame avait bâti, vers 1134, une église au lieu-dit de Saint-André, près de Montpezat
La façade occidentale avec son portail ogival a dû être réalisée au XIVe ou XVe siècle. Un décor peint représentant le Tétramorphe a été peint sur le cul-de-four de l'église au XIVe siècle.
On a ouvert dans le mur sud deux arcades donnant accès à la chapelle sud ; celle-ci, autrefois voûtée, a été réalisée à la fin du XVe ou au début du XVIe siècle.
Une poutre du porche protégeant le portail est datée de 1636.
L'église a été paroissiale jusqu'en 1803, date du transfert du titre curial à la chapelle du château.
L'édifice est inscrit au titre des monuments historiques le 26 octobre 1927,.

## Description
Le sanctuaire est composé d'une abside et d'une petite travée de chœur voûtée en berceau brisé. Il a la même largeur que la nef.
Cinq arcades extradossées sur demi-colonnes décorent le pourtour du sanctuaire et encadrent trois fenêtres. Un cordon de quatre rangs de billettes court à la base des voûtes.
L'église comprend deux chapiteaux dans le sanctuaire et dix dans la nef d'une grande qualité. Leur corbeille, d'un grand relief, est en général décoré d'un rang de longues feuilles à la pointe en crochet.
Quelques chapiteaux sont historiés :
- un chapiteau représentant trois scènes de la vie du Christ : la Visitation, la Présentation au Temple et le baptême ;
- un autre avec pour thème Daniel dans la fosse aux lions ;
- la tentation d'Adam et Ève, représentée d'une façon naïve.

Deux chapiteaux ont été posés à terre quand a été construite la chapelle sud.
Après la démolition des voûtes, la nef et les chapelles ont été couvertes par un plafond en bois.
Au-dessous de l'église se trouve un souterrain-refuge ou cluzeau.